# La Clairon
La Clairon, pseudonimo di Clair Josèphe Hippolyte Leris (Condé-sur-l'Escaut, 25 gennaio 1723 – 29 gennaio 1803), è stata un'attrice teatrale francese, figlia di un sergente dell'esercito.

## Biografia
Nel 1736 debuttò al Théâtre de la comédie italienne in una piccola parte ne L'Île des esclaves di Pierre de Marivaux. Dopo diversi anni in provincia tornò a Parigi. La sua vita, nel frattempo, era stata decisamente irregolare, anche se non nella misura indicata dal pamphlet Histoire de la demoiselle Cronel', dite Frétillon, actrice de la Comédie de Rouen, écrite par elle-mme (L'Aia , 1746), o deducendo dall'ingenuità delle sue stesse "Mémoires d'Hippolyte Clairon" (1798). Ebbe grandi difficoltà nell'ottenere il debutto al Comédie-Française. Alla fine ci riuscì ed ebbe il coraggio di scegliere il ruolo di protagonista in "Fedra" ottenendo un vero trionfo. Durante i suoi ventidue anni in questo teatro, dividendo gli onori con la sua rivale Marie Dumesnil, ricoprì molti dei ruoli classici della tragedia, e creò un gran numero di parti nei drammi di Voltaire, Marmontel, Bernard-Joseph Saurin, de Belloy e altri.
Si ritirò nel 1766 e si dedicò all'insegnamento, avendo tra gli allievi Mademoiselle Raucourt. Oliver Goldsmith definì M.lle Clairon "la figura femminile più perfetta che abbia mai visto su qualsiasi palcoscenico" ("The Bee", 2nd No.), e David Garrick, riconoscendo la sua riluttanza o incapacità di utilizzare l'ispirazione dell'istante, ammise che aveva tutto ciò che l'arte poteva darle.
Fu amante di Carlo Alessandro di Brandeburgo-Ansbach, che ristrutturò per lei il suo "Castello Bianco" a la sua residenza di campagna e tenuta di caccia a Triesdorf.